# このは (ゲームキャラクター)
このは (Konoha) は、悠紀エンタープライズ開発の2D対戦型格闘ゲーム『アルカナハート』シリーズに登場する架空の人物。
担当声優は吉田真弓。

## キャラクター設定

### 『1』『FULL!』
千年守の従者として代々仕えてきた、犬と人の姿の両方を併せ持つ妖怪の忍びの一族。今回の神依の覚醒の際には、このはが選出された。そして、東京上空に現れた不穏な影の正体を探るために、神依とは別行動で情報収集に出発する。
戦闘ステージは「池袋・日之出町公園」。サンシャインシティから程近い、小さな憩いの場。現在はこのはが自宅兼修練場として公園を占拠しているが、何故か取り締まられる事無く黙認されており、公園を訪れる人が激減している。アルカナフォース時は、植物の精霊が多数表れ、周囲の建物を飲み込んでしまう。

### 『2』
大規模な聖霊事変が起こると目覚めて戦う神依の側役。このはを危険な目に遭わせたくない神依の反対を自ら押し切り、ごほうびにもふもふしてもらうことを目標に、今回の事変の解決に臨む。

### 『3』
日本各地に出現した次元の歪みへの対処という任務を神依と同じく日本聖霊庁から依頼される。神依が何か思いつめた様子でいることが多いため、ここは自分ががんばらねばと思い奮闘するつもりでいる。

## 人物
柴犬のような尻尾と耳を持つ、茶色の短髪の少女。服装は、基本的にブルマの体操服姿で、首の周りには長い赤マフラーを巻き、忍者風の額当てや手甲などを身に付けている。語尾に「〜ござる」や「〜まするぞ」等の独特の口調で喋る特徴がある。性格は生来の呑気者であり、神依から撫でて貰う事を一番の至福としている。
基本的に山奥で質素な暮らしをしてきた所為か、電気の使い方を始め、文明の利器を使う術をほとんど知らないようである。聖霊庁から与えられた携帯電話についても、公園に勝手に小屋を作って生活しているために、電池切れで使えなくなっている。御苑女学園に入ったのは今回の任務が切っ掛けだが、生まれて初めての学校生活という事もあり、嬉しさのあまりうっかり任務を忘れてしまう事がしばしばある。運動は得意だが、じっとしている事が苦手なため、大半の授業科目を苦手としている。

### 小犬丸一族
小犬丸一族は物の怪の類の種族である。神依が、次元の歪みの影響で魔物と化した一族の出身者をやむなく滅し、その亡骸を里に送り届けたが、この時の大恩に報いる為に小犬丸一族は千年守の従者として仕え、補佐の任に就くこととなった。里の一番の手練しか任務につくことが出来ないだけに、任務を誇りに思い神依を誰よりも慕っている。このはの祖母かえでも、かつて千年守の補佐を務めていたことがある。
この時に2人の従者を輩出したが、その2人が互い次の従者を送り出すのは自分であることを主張したため、里は「小犬丸一族」と「犬若丸一族」の二つに分裂。犬若丸一族にも、小犬丸一族と同様千年守の補佐をする任務が与えられたが、ヨーロッパに渡った時の千年守を補佐したのが犬若丸一族であったため、両者の対立関係は決定的な物となってしまった。犬若丸一族の者は『2』までは登場していなかったが、『すっごい!』以降では犬若なずなと犬若あかねの2人が確認され、その地位をめぐってこのはと争っていることも明かされている。
因みにこのはを始めとして一族はたまねぎを嫌いな物に挙げているが、イヌ科の生態としてたまねぎを食べると赤血球が解けてしまうことが原因である。

## キャラクターの特徴
忍者らしく高い機動性を誇り、その分攻撃力は若干低め。苦無や手裏剣などの忍具を使った技や煙幕を使った移動技があり、空中での「むささびの術」からの滞空能力もある。体形のお陰で当たり判定が小さく有利ではある反面、それがリーチが短いという欠点にもなっている。通常技からの防御崩し能力が高く、高いコンボ力を生かした連携で相手の行動を封じる能力に長けている。動きの早さについていくには若干の慣れが必要だが、克服してしまえばさほど問題にはならず強力なキャラクターになる。

## 技の解説

### 必殺技
手裏剣
文字通り、手裏剣を投げる飛び道具の必殺技。投げつける角度がボタンによって変化し、Aはまっすぐ真横へ、B・Cは斜め上に向かって飛ばす。Cの方が急な角度で飛ばす。ボタンをタイミングよく押す事で、3発まで連続で発射する事が可能となっており、3発目はオレンジの光を纏って発射され、カウンターヒット時にダウンを奪う性能が付加される。Aを牽制として出した後、跳んだ相手をB・Cで撃墜する戦略が取れる。
苦無（くない）
空中でのみ出す事ができる飛び道具の必殺技。斜め下に向かって苦無を投げつける。ボタンによって投げつける角度が変化し、Cの方がより浅い角度で投げつける。牽制として使える他、低空で出す事でコンボの開始技にもなる優秀な技。
疾風突き（はやてづき）
突進技。前進しながら素早い突きを繰り出す。ボタンによって移動する距離が変化し、Cの方が遠くまで移動する。Cのみ、相手を画面端の壁に叩きつける効果が付く。
このは隠れの術・地/天
瞬間移動専用の技で「地」と「天」がある。煙玉を投げて姿をくらまし、その名と通り「地」なら地上に、「天」なら空中に現れる。ボタンによって出現する位置が変化し、Cの方が消えた位置からより離れた位置まで移動する。
「天」の場合、事前のジャンプの性能を引き継ぐ効果があり、ハイジャンプからのキャンセルから出す事で出現後の軌道を操作する事ができる。
土遁の術
煙玉を投げた後、地面の中へ竹筒だけ出した状態で隠れる。この状態のまま、左右の移動が可能で、当たり判定が竹筒の真下の小さいスペースになる為、飛び道具などの緊急回避に使える。上方向かボタンのどれかを押す事で、技を解除する。
変わり身の術
当身の緊急回避技。相手の攻撃が当たると、このはのぬいぐるみを残して姿を消し、相手の真後ろに現れる。自動的に相手を捲くる事が可能なため、相手の隙を突くには優秀な技だが、発生時間が3フレームと短いのが欠点。
むささびの術
マフラーを両手両足で広げ、落下速度を遅くする空中戦用の技。使用中は左右に制御する事ができる。使用後解除してしまうと、一度着地するまで使用する事が出来ない。
飯綱落としの術（いづなおとしのじゅつ）
一回転コマンドによる空中戦用の必殺技。空中で相手を掴んだ後に背後に回りこみ、きりもみしながら地面へ脳天から叩きつける。コマンドが難しいだけあって、このはの持つ通常の必殺技の中では最も高い威力を誇る。投げ属性のため、当然のことながらガード不能。
隼蹴り
空中戦用の必殺技。急降下しながら両足で蹴りを放つ。中段属性のためしゃがみガード不能であり、ヒット時にはダウンを奪う事ができる。
転がり
「隼蹴り」からの派生技。「隼蹴り」が空振りとなり、空中に着地した際に、レバーを入れている方向へでんぐり返しをするように移動する。

### 超必殺技
このは百分身の術
突進からの乱舞技。当たった相手を空中に打ち上げ、多数に分身したこのはが四方八方から18ヒットの打撃を加えた後、最後に真上からの攻撃で地面へ叩きつける。「相殺」が発生しない技で、無敵時間が長い。ただし、発生が若干遅いので、カウンターに合わせなければかわされ易い。
このは落としの術
投げによる超必殺技。「飯綱落としの術」とは違って地上戦用の技で、相手を掴んだ後空中へ上昇し、地面へ叩きつける。投げのモーション中に、レバーの回転により地面へ叩きつける回数が増え威力がアップする。コマンド投げの割には投げの間合いはそれほど広くはないが、発生が早く掴みの判定時間が長いので、空中から飛び込んでくる相手を着地と同時に掴むといった戦略が取れる。見た目どおり、このはの持つ全ての技の中で最も高い威力を誇る。
このは乱れ苦無の術
『2』から登場の「苦無」の強化版。3方向に数回苦無を投げる。相手を地面に叩きつけるのでコンボの締めに使えるほか、低空で出せばヒット後にステップから追撃可能。

### クリティカルハート
このはすぺしゃる
空中から降下後、接触した相手を掴み投げ上げて叩きつける。受身を取って空中復帰中の相手に決めやすいのが特徴。

## 契約アルカナ
“植物の長となった異世界の植物” 樹のアルカナ モリオモト（Moriomoto）
聖霊界から流れてきて物質界に適応し、数千年もの間生き続けてきた植物。小犬丸一族に祭られ崇められている内に、意思を持ち聖霊化した。その力を使って、小犬丸の里を森に隠し、守り続けてきた。千年守の御側役に選ばれた者にも、無償で力を貸す契約をしている。因みに、犬若丸一族の守護アルカナカヤツヒメとは、かつては一体であったとされている。

### 属性効果
摂取
『2』から登場（それ以前は属性効果は無かった）。溜め成立攻撃がヒットすると、相手の体力を吸収して回復する。

### アルカナ必殺技
蔦
キャラクターの正面から植物の蔓を召喚し、進行方向へ向けて伸ばす飛び道具。「地上用」と「対空用」の二つのコマンドがあり、地空両方で使用する事が可能。「地上用」はどこで出しても必ず真横へ向かって蔓を伸ばす。「対空用」は、地上時は斜め上に向けて、空中時は斜め下に向けて蔓を伸ばす。リーチが長い分硬直時間が長い為、避けられてしまうと大きな隙を作る事になるので、使いどころを考えての使用が求められる。
引き寄せ
「蔓」からの派生技。「蔓」がヒットした後、相手を自分のすぐ近くにまで引き寄せる。発生が早く相手を自動的に空中食らい状態にする事が可能だが、ダメージ補正が大きい為にコンボに繋げてもあまり大きなダメージは与えられない。
種蒔き
設置型の飛び道具。技を発動させると綿毛の付いた種が斜め上に向かって発射され、低速で落下し地面へ着地後に触れた相手に噛み付く巨大な食虫植物の地雷になる。地空両方で使用する事が可能で、空中で出した方が種の落下速度が速い。最大3つまで設置する事ができ、4つ目を設置しようとするか一定時間発動しないでいると消滅する。設置された地雷としての攻撃が下段属性であるため、相手をうまく誘い込んでジャンプ攻撃を仕掛ければガードが難しくダメージを与えやすい。ただし、相手を誘い込むだけの相応のテクニックを必要とする為に、お手軽とは言えないので使い勝手が良い技とは言い難い。基本的に、相手との距離を保つ為の牽制として使われる。

### アルカナ超必殺技
養分吸収
「蔓」と同じように蔓を伸ばして相手を掴む、拘束型の技。掴んだ相手を締め上げながら、自分の体力を回復させる。「蔓」同様地空両方で出す事が可能。見た目投げ技のように見えるが、打撃属性のためにガードが可能。レバガチャとボタンの連打によりダメージ量と回復量が増加するものの、技自体の威力はそれほど大きいものではない。また技後に相手を解放した時に空中復帰が可能である為、確実にダウンを奪う事ができない。ダメージには補正がかかるが、回復には補正がかからないため、コンボの締めに使う場合は回復技と割り切って使う。
花満開
「種撒き」と同じ植物の地雷を3つ同時に設置する。「種蒔き」とは違う技とカウントされる為に、合計で6つの設置が可能になる。

### アルカナブラスト
光合成
『2』から登場。通常の技がヒットすると、相手の体力を吸収して回復する。

### アルカナフォース
恵みの光
発動させるとキャラクターの体力回復が始まる。発動中、ダメージを受けても常時効果が持続し続ける。ただし、「永続的な体力の回復」というバランス崩壊にも繋がりかねない効果の為に、ゲージの減少速度が他のアルカナのアルカナフォースよりも速く、持続時間が短く設定されている。

### アルカナブレイズ
禁断の実と花
投げによる必殺技攻撃。使用後に自動的に相手の真下から発動し、巨大な蕾で相手を包み込んだ後モリオモトが現れ5ヒットのコンボをきめ、最後に大きな果実を落下させてる。発動が遅めで画面暗転時にジャンプすると回避されてしまう為に、当て辛く使い勝手があまり良いとは言えない。ただし当てる事さえできればアルカナブレイズである為、モリオモトの持つ技の中では当然の事ながら最強の攻撃になる。

## その他
- このはの着ている体操服は、口裏合わせによって表向きは前に通っていた学校のものとされている。胸のゼッケンは、このはが描いた物を神依が縫い付けた。
- 勝利ポーズの内の1つでは、御苑女学園の制服を着るものがある。尻尾がスカートに収まらないせいで、怪訝そうな表情を浮かべる。この尻尾や犬耳は、モリオモトの加護により、聖霊力を持たない人には見えないようになっている。